# I'M SO SORRY BABY
「I'M SO SORRY BABY」（アイム ソー ソーリー ベイビー）は、2002年10月9日に発売されたthe brilliant greenの14枚目のシングル。発売元は、デフスターレコーズ。

## 解説
再始動シングル第3弾。しかしこの翌年、ソロプロジェクト「Tommy heavenly⁶」が始動し活動休止になるため、the brilliant greenとしてのシングルは次作「Stand by me」まで発売されず、そのブランクは5年にも及ぶ。

## 収録曲
1. I'M SO SORRY BABY
（作詞:川瀬智子 作曲:奥田俊作 編曲:the brilliant green）
東芝 au向け携帯電話 A5301T CMタイアップソング
2. I'M JUS' LOVIN' YOU
（作詞:川瀬智子 作曲:奥田俊作 編曲:the brilliant green）
3. FRENCH GIRL
（作詞:川瀬智子 作曲:奥田俊作, 松井亮 編曲:the brilliant green）
4. I'M SO SORRY BABY (Backing Track)

## 収録アルバム
- THE WINTER ALBUM (#1,2、2曲ともアルバムバージョン)
- complete single collection '97-'08 (#1)